# Troja
Una troja es un entutorado, una trabazón construida por estacas o empalizadas de madera y carrizos, utilizado para proteger algunos rubros alimenticios. Su finalidad es que la planta se mantenga erguida y evitar que los frutos toquen el suelo, de manera que las frutas puedan colgar, y hacer su crecimiento más efectivo. Esta empalizada es usada en Colombia y Venezuela en especial los páramos del estado Táchira por los agricultores, especialmente los dedicados al cultivo del tomate. Hay un amplio grupo de plantas que necesitan de esta técnica. Las más populares son las trepadoras como las hiedras, clematis, bignonias, pasifloras, partenocissus, jazmín, wisteria, rosal trepador… pero hay muchas más como son las arbustivas pyracanthas, forsythias, cotoneaster, etc. que son muy utilizadas para la realización de setos o para crear extensas masas vegetales en vertical apoyadas también sobre soportes estructurales e incluso paredes.
Los árboles ornamentales, en el momento de su plantación, por lo general también requieren del apoyo de un fuerte tutor para conseguir que su tronco principal crezca durante sus dos primeros años fuerte y recto como deseamos, sin que el peso de su copa o vientos predominantes lo dañen.

## Materiales para construir una troja
Una troja está construida con carrizo, herbácea originaria de América, de la familia de las solanáceas, con tallos de uno a dos metros de largo, vellosos, huecos, endebles y ramosos; hojas algo vellosas recortadas en segmentos desiguales dentados por los bordes, y flores amarillas en racimos sencillos. Se cultiva mucho en las huertas por su fruto. La troja es una trabazón utilizada para sostener a la planta del tomate así como a su fruto, que se reúne en la troja en ramilletes laterales. 

## Utilidad agraria
La troja permite que el fruto se multiplique a partir de la separación del suelo. En invierno se cultiva en el aire libre y lo protege de que sea arrastrado por la lluvia. Su recolección y su manipulación son más sencillas. La recolección puede ser mecanizada a la hora de obtener el fruto, cuyo tamaño oscila entre el de una grosella pequeña y el de una esfera de 10 cm de diámetro o más; en cuanto a su forma, hay frutos redondos, piriformes y alargados, y de colores rojo, amarillo y verde.
Con las trojas se obtienen mejores beneficios de los frutos, y se puede recoger éstos con mayor facilidad. Las trojas pueden ser utilizadas durante todo el año. Si no se emplea esta trabazón, la cosecha puede ser mucho menor.
También se puede utilizar para resguardar el maíz cosechado de tocar el suelo.  Realizando una armazón con palos y revestido con alambre.